# Naturmødet
Naturmødet er et politisk folkemøde, der har fundet sted siden 2016 i Hirtshals i tre dage i maj. Formålet er at samle alle interessegrupper og enkeltpersoner med interesse for natur. Det sker bl.a. gennem uformelle samtaler, taler og møder. 
Naturmødet skal betragtes som en åben platform, hvor alle har mulighed for at byde ind og komme til orde. Det officielle program og indhold er i stor udstrækning skabt af de mange aktører, som finder Naturmødet relevant, bl.a. repræsentanter fra landbrugsorganisationer, de grønne organisationer, universiteterne, erhvervslivet og det politiske niveau. Naturmødet understøtter fællesskabet, og afholder en række workshops. Her mødes aktørerne med Naturmødets moderatorer for at udvikle og skabe de mest relevante og aktuelle debatter og oplæg.
I 2023 var der over 30.000 besøgende, 600+ debatter, samtaler og aktiviteter, og over 80 stande.  
Naturmødet er også en kulturel begivenhed, der henvender sig til børn og voksne i alle aldre med fx kreative workshops, musik, kunst og teater. 

## Danmarks bedste naturformidler
Siden Naturmødets begyndelse i 2016 er "Danmarks bedste naturformidler" blevet kåret her. Det første år var der to priser, "Danmarks bedste naturformidler for børn" og "Danmarks bedste naturformidler for voksne".
- 2016 – Bjørli Lehrmann (børn)[4]
- 2016 – Morten D.D. Hansen (voksne)
- 2017 – Vicky Knudsen
- 2018 – Karin Winther
- 2019 – Jonas Gadegård
- 2020 - (ingen prisuddeling pga. corona, hvor Naturmødet var en ren online-begivenhed)
- 2021 -  Asser Øllgaard og Brian Rasmussen (Randers Regnskov)
- 2022 -  Rasmus Ejrnæs (Aarhus Universitet)
- 2023 - Emil Poulsen (Natur-TikTokker, naturfotograf- og formidler)

## Organisation og samarbejdsrelationer
Organisationen bag Naturmødet består af tungtvejende kompetencer inden for både naturformidling, naturdebat, projektstyring og eventplanlægning. Det ligger i Naturmødets dna at tænke projektet som et åbent samarbejde med både lokale og nationale naturinstitutioner og -organisationer.
Naturmødet er drevet af Hjørring Kommune i samarbejde med en række nationale og lokale aktører.
Naturmødets sekretariat er placeret i Hjørring Kommunes Team Kultur og Event. Sekretariatet består af en naturmødechef, en oplevelsesdesigner, en eventkoordinator og andre stærke ressourcer. Naturmødets organisering tager udgangspunkt i en række grupper, der er tildelt forskellige ansvarsområder som bl.a. program, scenografi, logistik, frivillige, sikkerhed, kommunikation, funding m.m. Sekretariatet trækker også ressourcer ind fra forskellige andre afdelinger i Hjørring Kommune og er således suppleret med biologer, byggesagsbehandlere, medarbejdere fra Park og Vej m.fl. På denne baggrund har Naturmødet nem adgang til en bred vifte af kompetencer.
Ledelsen af Naturmødet finder sted gennem Chefen for Naturmødet og Naturmødets bestyrelse, som består af to Folketingsrepræsentanter, to repræsentanter fra Region Nordjylland og fire repræsentanter fra Hjørring Kommunes Byråd. Den siddende borgmester i Hjørring Kommune er formand for bestyrelsen.